# Johann Hunsdorfer
Johann Hunsdorfer starší (slovensky Ján Hunsdorfer, 11. dubna 1850, Veľký Slavkov – 30. května 1917, Nová Lesná) byl horský vůdce a horolezec spišskoněmeckého původu, který provedl mnoho prvovýstupů na vrcholy ve Vysokých Tatrách.

## Životopis
Narodil se ve Veľkém Slavkově, ale jako tesař se usadil v Nové Lesné. Do Vysokých Tater začal chodit už v mladém věku. Nejprve jako sběrač bylinek, pomocník při lovu, později jako nosič. Od roku 1880 byl horským vůdcem. Vůdcem I. třídy se stal v roce 1882. Horským vůdcem byl i jeho syn Johann.
S prvovýstupy začal 27. července 1896, když s Jozefem Dérym v masivu Spišského štítu vytvořil čtyři nové cesty. Byl jedním z těch, kteří vedli 35 účastníků výstupu na Gerlachovský štít 18. srpna 1896, kdy byla na vrcholu odhalena pamětní deska s novým názvem Štít Františka Josefa (Ferenc József csúcs). V roce 1897 provedl s Augustem Ottou prvovýstupy na Svišťový štít, Rovienkovu vežu a Hranatou vežu. Dne 13. srpna 1897 vystoupil s matkou a synem Englischovými na Javorový štít. Zde začala jeho slavná série prvovýstupů, která trvala sedm let, do roku 1903. Rozporuplného Karola Englische poznal už dříve, asi v roce 1896, když s ním vystoupil na Lomnický štít. Celkem společně provedli za sedm let 37 prvovýstupů. Již v roce 1900 provedli mnohé pokusy o výstup na Ostrý štít východním hřebenem, až nakonec absolvovali výstup severní stěnou 28. srpna 1902.
Karol Englisch byl několikrát obviněn z falšování prvovýstupů, když si připisoval množství neuskutečněných výstupů, dokonce falšoval fotografie ze svých túr. Kromě něho upadl do nemilosti i Johann Hunsdorfer. Nakonec se některé nesrovnalosti vyjasnily a většina obvinění se nezakládala na pravdě. Na této aféře nesl svůj díl viny i Hunsdorfer. Aby na vůdčích túrách více vydělal, informoval své klienty, že túry, které s nimi podniká, jsou prvovýstup. Za ty klienti platili dvojnásobnou taxu.
Svou vůdcovskou kariéru ukončil v roce 1905 výstupy na Malou Litvorovou vežu, Veľkou Litvorovou vežu a na Gerlachovskou vežu. Prvovýstupy provedl ještě v roce 1914, když se jako 64letý zúčastnil zimního výstupu, v rámci školení horských vůdců, na Slavkovské sedlo a Východnou Slavkovskou vežu JV hřebenem. Celkem ve Vysokých Tatrách provedl 72 prvovýstupů.
Většinou vodil na populární štíty: Slavkovský štít, Rysy, Východní Vysokou, Gerlachovský štít, Lomnický štít a mnohé jiné.
Zemřel v roce 1917 téměř zapomenut jako 67letý v Nové Lesné.